# Distrito electoral federal 7 de Hidalgo
El VII Distrito Electoral Federal de Hidalgo  es uno de los 300 Distritos Electorales en los que se encuentra dividido el territorio de México para la elección de diputados federales y uno de los siete en los que se divide el estado de Hidalgo. 
La cabecera distrital es la ciudad de Tepeapulco; que es donde se reúnen y cotejan los resultados de los colegios electorales individuales.

## Distritaciones anteriores

### Distritación 1996 - 2005
Entre 1996 y 2005 el Séptimo Distrito se encontraba ubicado en la misma región, integrándolo por los municipios de Almoloya, Apan, Cuautepec de Hinojosa, Emiliano Zapata, Epazoyucan, Santiago Tulantepec de Lugo Guerrero, Singuilucan, Tepeapulco, Tizayuca, Tlanalapa, Tolcayuca, Villa de Tezontepec, Zapotlán de Juárez y Zempoala.

### Distritación 2005 - 2017
Entre 2005 y 2017 el Séptimo Distrito se encontraba ubicado en la misma región, integrándolo por los municipios de Almoloya, Apan, Cuautepec de Hinojosa, Emiliano Zapata, Epazoyucan, Santiago Tulantepec de Lugo Guerrero, Singuilucan, Tepeapulco, Tizayuca, Tlanalapa, Tolcayuca, Villa de Tezontepec, Zapotlán de Juárez y Zempoala..

### Distritación 2017 - 2022
Entre 2017 y 2022 el Séptimo Distrito se encontraba ubicado en la misma región, integrándolo por diez municipios: Almoloya, Apan, Emiliano Zapata, Epazoyucan, Mineral de la Reforma, Singuilucan, Tepeapulco, Tlanalapa, Villa de Tezontepec, y Zempoala.

## Demarcación territorial
Este distrito se encuentra integrado por un total de 10 municipios y 186 secciones electorales, que son los siguientes:
1. Almoloya, integrado por 13 secciones
2. Apan, integrado por 25 secciones
3. Emiliano Zapata, integrado por 8 secciones
4. Tepeapulco, integrado por 38 seccione
5. Tizayuca, integrado por 54 seccione
6. Tlanalapa, integrado por 8 secciones
7. Tolcayuca, integrado por 8 secciones
8. Villa de Tezontepec, integrado por 7 secciones
9. Zapotlán de Juárez, integrado por 8 secciones
10. Zempoala, integrado por 17 secciones

## Diputados por el distrito
| Diputado                                                                          | Grupo parlamentario | Legislatura                | Periodo     |
| --------------------------------------------------------------------------------- | ------------------- | -------------------------- | ----------- |
| Antonio Tagle                                                                     |                     | VII                        | 1873 - 1875 |
| Rafael Martínez de la Torre                                                       |                     | VIII                       | 1875 - 1878 |
| Manuel Fernández Soto                                                             |                     | IX                         | 1878 - 1880 |
| Joaquín M. Alcalde                                                                |                     | X                          | 1880 - 1882 |
| Francisco Romero                                                                  |                     | XI XII                     | 1882 - 1886 |
| Simón Cravioto Moreno                                                             |                     | XIII XIV XV XVI XVII XVIII | 1886 - 1898 |
| Luis Martínez de Castro                                                           |                     | XIX XX                     | 1898 - 1902 |
| Mariano Ruiz                                                                      |                     | XXI                        | 1902 - 1904 |
| Fidencio Hernández                                                                |                     | XXII                       | 1904 - 1906 |
| Vacante                                                                           | Vacante             | XXIII                      | 1906 - 1908 |
| Fidencio Hernández                                                                |                     | XXIV                       | 1908 - 1910 |
| Javier Torres Rivas                                                               |                     | XXV                        | 1910 - 1912 |
| Luis Jasso                                                                        |                     | XXVI                       | 1912 - 1913 |
| Alfonso Cravioto                                                                  |                     | Constituyente XXVII        | 1916 - 1918 |
| Federico de la Colina                                                             |                     | XXVIII                     | 1918 - 1920 |
| Francisco Castrejón                                                               |                     | XXIX                       | 1920 - 1922 |
| Norberto Aranzábal                                                                |                     | XXX                        | 1922 - 1924 |
| Alberto Cravioto                                                                  |                     | XXXI                       | 1924 - 1926 |
| Atanasio Hernández V.                                                             |                     | XXXII                      | 1926 - 1928 |
| Bartolomé Vargas Lugo                                                             |                     | XXXIII                     | 1928 - 1930 |
| Vacante                                                                           | Vacante             | XXXIV                      | 1930 - 1932 |
| Homero Hernández Beltrán                                                          |                     | XXXV                       | 1932 - 1934 |
| Juvencio Nochebuena Palacios                                                      |                     | XXXVI                      | 1934 - 1937 |
| Eduardo B. Jiménez                                                                |                     | XXXVII                     | 1937 - 1940 |
| Juvencio Nochebuena Palacios                                                      |                     | XXXVIII                    | 1940 - 1943 |
| El distrito VII es suprimido en 1943. Es restablecido en la distritación de 1996. |                     |                            |             |
| Joel Guerrero Juárez                                                              |                     | LVII                       | 1997 - 2000 |
| Omar Fayad Meneses                                                                |                     | LVIII                      | 2000 - 2003 |
| Moisés Jiménez Sánchez                                                            |                     | LIX                        | 2003 - 2006 |
| Miguel Ángel Peña Sánchez                                                         |                     | LX                         | 2006 - 2009 |
| Jorge Romero Romero                                                               |                     | LXI                        | 2009 - 2012 |
| Francisco González Vargas                                                         |                     | LXII                       | 2012 - 2015 |
| María Gloria Hernández Madrid                                                     |                     | LXIII                      | 2015 - 2018 |
| Jannet Téllez Infante                                                             |                     | LXIV                       | 2018 - 2021 |
| Navor Alberto Rojas Mancera                                                       |                     | LXV                        | 2021 - 2024 |
| Mirna María de la Luz Rubio Sánchez                                               |                     | LXVI                       | 2024 -      |

## Resultados electorales

### 2015
|  | 40.78 % |

|  | 13.03 % |

|  | 9.16 % |

|  | 9.12 % |

|  | 7.72 % |

|  | 7.15 % |

|  | 2.75 % |

|  | 2.63 % |

|  | 2.31 % |

|  | 0.13 % |

|  | 94.81 % |

|  | 5.19 % |